# Exilisia obliterata
Exilisia obliterata är en fjärilsart som beskrevs av De Toulgoët 1958. Exilisia obliterata ingår i släktet Exilisia och familjen björnspinnare. Inga underarter finns listade i Catalogue of Life.